# Philips Sport Vereniging 2004-2005
Questa voce raccoglie le informazioni riguardanti il Philips Sport Vereniging nelle competizioni ufficiali della stagione 2004-2005.

## Stagione
La squadra vince il campionato con 87 punti.

## Rosa
| N. |                          | Ruolo | Calciatore                 |
| -- | ------------------------ | ----- | -------------------------- |
| 1  | Brasile (bandiera)       | P     | Heurelho Gomes             |
| 2  | Paesi Bassi (bandiera)   | D     | André Ooijer               |
| 3  | Corea del Sud (bandiera) | D     | Lee Young-pyo              |
| 4  | Brasile (bandiera)       | D     | Alex                       |
| 5  | Paesi Bassi (bandiera)   | D     | Wilfred Bouma              |
| 6  | Paesi Bassi (bandiera)   | C     | Mark van Bommel            |
| 7  | Corea del Sud (bandiera) | C     | Park Ji-sung               |
| 8  | Paesi Bassi (bandiera)   | C     | Phillip Cocu (capitano)    |
| 9  | Paesi Bassi (bandiera)   | A     | Jan Vennegoor of Hesselink |
| 10 | Brasile (bandiera)       | C     | Leandro Bonfim             |
| 11 | Stati Uniti (bandiera)   | C     | DaMarcus Beasley           |
| 13 | Paesi Bassi (bandiera)   | C     | Remco van der Schaaf       |
| 14 | Svizzera (bandiera)      | C     | Johann Vogel               |
| 15 | Svizzera (bandiera)      | A     | Johan Vonlanthen           |

| N. |                        | Ruolo | Calciatore       |
| -- | ---------------------- | ----- | ---------------- |
| 16 | Paesi Bassi (bandiera) | D     | Theo Lucius      |
| 17 | Perù (bandiera)        | A     | Jefferson Farfán |
| 18 | Ghana (bandiera)       | D     | Eric Addo        |
| 19 | Paesi Bassi (bandiera) | D     | Michael Lamey    |
| 21 | Paesi Bassi (bandiera) | P     | Edwin Zoetebier  |
| 22 | Ungheria (bandiera)    | C     | Csaba Fehér      |
| 23 | Australia (bandiera)   | P     | Nathan Coe       |
| 25 | Paesi Bassi (bandiera) | C     | John de Jong     |
| 28 | Paesi Bassi (bandiera) | C     | Jordi Hoogstrate |
| 29 | Brasile (bandiera)     | A     | Robert           |
| 30 | Danimarca (bandiera)   | D     | Kasper Bøgelund  |
| 32 | Paesi Bassi (bandiera) | C     | Ibrahim Afellay  |
| 35 | Paesi Bassi (bandiera) | A     | Gerald Sibon     |